# Tiempos oscuros
Tiempos oscuros es el nombre de un disco del grupo Soziedad Alkoholika lanzado en el año 2003.

## Canciones
| N.º     | Título                    | Duración |  |
| 1.      | «Tiempos oscuros»         | 4:24     |  |
| 2.      | «Piedra contra tijera»    | 3:16     |  |
| 3.      | «En el bucle»             | 3:17     |  |
| 4.      | «Las pequeñas cosas»      | 2:43     |  |
| 5.      | «STOP CRIMINALIZACION»    | 3:14     |  |
| 6.      | «Bufón»                   | 3:32     |  |
| 7.      | «Inocentes»               | 2:45     |  |
| 8.      | «El beneficio de la duda» | 1:53     |  |
| 9.      | «A Solas con el mundo»    | 3:19     |  |
| 10.     | «Casas vacías»            | 3:45     |  |
| 11.     | «Terrorismo patronal»     | 3:17     |  |
| 12.     | «Exit»                    | 3:59     |  |
| 13.     | «Inhumano»                | 3:38     |  |
| 43 mins |                           |          |  |

## Formación
- Juan - voz
- Jimmy - guitarra
- Javi - guitarra
- Pirulo - bajo
- Roberto - batería